# 王革
王革（1957年1月20日—），医学成像学家，美国医学与生物工程院（AIMBE）会士、电气与电子工程师学会（IEEE）会士、国际光学工程学会（SPIE）会士、美国光学学会（OSA）会士、美国医学物理协会（AAPM）会士、美国科学促进会（AAAS）会士、美国国家发明家科学院（NAI）院士。研究领域包括计算机断层成像（Computed Tomography，CT）、多模态成像和人工智能（侧重于深度学习）。目前是美国伦斯勒理工学院生物医学工程系的Clark & Crossan讲席教授，也是该校生物医学成像中心主任。

## 生平
王革1982年毕业于西安电子科技大学电子工程系，1985年在中国科学院研究生院遥感应用研究所获得硕士学位，随后于1991年和1992年在纽约州立大学布法罗分校获得电气和计算机工程的硕士和博士学位。毕业后，王革于1994年加入圣路易斯华盛顿大学马林克罗特放射研究所担任讲师进行研究工作，1996年离开圣路易斯华盛顿大学后，于次年加入爱荷华大学放射学系，并在爱荷华大学进行了长达10年的研究工作。在2006年，王革加入弗吉尼亚理工大学——威克森林大学生物医学工程科学学院|Virginia Tech - Wake Forest University School of Biomedical Engineering & Sciences}}担任教授，并兼任生物医学成像部主任。
2008年10月，王革受西安电子科技大学邀请作为杰出校友回到母校访问，并被授予西安电子科技大学名誉教授。
2013年，王革加入伦斯勒理工学院，作为生物医学工程系的Clark & Crossan讲席教授和生物医学成像中心主任从事研究工作至今。

## 职业生涯
王革在1991年率先提出了螺旋锥束CT方法。他在螺旋锥束CT方面的工作解决了“长物体问题”（纵向数据截断问题），对CT领域产生了影响。比利时布鲁塞尔自由大学核医学系医学成像专家Defrise等人提到：“为了解决长物体问题，可以沿实际测量射线方向，对3D 数据进行反投影，以改进2D滤波反投影算法从而实现螺旋锥束CT重建。这种方法的原型是Wang等人提出的。”美国芝加哥大学放射学系教授La Riviere和Csuptwo有限责任公司的医学成像专家Crawford写到：“大多数商业系统使用的近似算法都是基于把Feldkamp-Davis-Kress（FDK）算法扩展到螺旋锥束扫描轨迹，该扩展最初由Wang等人推导出来。”由于这项贡献，他于2019年入选美国国家发明家科学院（NAI）。王革及其合作者发表了系列相关文章，解决了一般轨迹锥束CT的精确重建和三源螺旋锥束CT的准精确重建等问题。目前，每年约有2亿次医学CT扫描，其中大部分都是采用这种扫描模式。
2016年，王革提出了第一个深度成像技术路线图。自此，他与他的合作者在这个全新领域发表了一系列论文，主要成果涵盖深度去噪、深度重建和深度放射组学。2018年举办的林道诺贝尔奖得主大会对他在深度去噪方面的工作进行了报导。2019年，他与合著者出版了第一本关于基于机器学习的图像重建专业著作（IOP最流行的电子图书之一，2020年有超过33,000的下载量），并为IEEE Transactions on Medical Imaging主办了两期关于该主题的特刊。他的团队与通用电气、FDA、哈佛大学及其他研究机构合作，积极开发应用于临床和临床前的深度成像算法和系统。
王革及其合作者建立了用于解决“内问题”（横向数据截断）的内成像（interior tomography）方法以及泛成像（omni-tomography，应用于断层扫描多模态的时空融合，例如同步CT-MRI）方法。此外，他的团队开发了用于光学分子成像的生物荧光断层成像术（bioluminescence tomography）和用于瞬时精细结构成像的多能X光散射谱成像术（spectrography）。此外，他在公理化文献计量学（axiomatic bibliometrics）也有研究。此外，他还开发了第一门深度医学成像的本科和研究生课程和远程在线考试防作弊技术。
王革在PNAS、Nature、Nature Machine Intelligence、Nature Communications等著名学术期刊发表了超过550篇同行评议论文，以及许多刊载在会议和arXiv上的论文，目前拥有超过100项已批准和已发布的专利。在他的整个职业生涯中，受到NIH、NSF和工业界的连续资助，其中作为PI/Contact PI/MPI的资助超过4000万美元，作为Co-PI/Co-I/Mentor的资助超过3000万美元。他在多个国际大会进行了主题或特邀演讲，包括2021 SPIE O+P大会作关于X光成像与深度学习融合的报告以及关于CT的中英文科普报告。他的TEDEd课程“X射线如何透视你”被观看了超过150万次。

## 荣誉

### 专业协会
王革因为其在医学成像领域及相关领域的杰出贡献，获得了多项专业会士的荣誉：
- 因为对单层螺旋、锥束螺旋和显微CT的发展做出的开创性贡献，于2002年被评为美国医学与生物工程院（American Institute for Medical and Biological Engineering，AIMBE）会士。

- 因为对X射线断层成像的贡献，于2003年被评为电气与电子工程师学会（Institute of Electrical and Electronics Engineers，IEEE）会士。

- 因为生物荧光断层成像的成就，于2007被评为国际光学工程学会（International Society for Optical Engineering，SPIE）会士。

- 因为对生物荧光成像发展的开创性贡献，于2009年被评为美国光学学会（Optical Society of America，OSA）会士。

- 因为对医学物理学的贡献，于2012被评为美国医学物理协会（American Association of Physics in Medicine，AAPM）会士。

- 因为对生物医学成像领域的杰出贡献，特别是在X射线断层成像、光学分子成像、内成像和多模态融合方面的贡献，于2014年被评为美国科学促进会（American Association for the Advancement of Science，AAAS）会士。

- 因为对螺旋锥束/多层CT的贡献，于2019被评为美国国家发明家科学院（National Academy of Inventor，NAI）院士。

### 获奖
王革获得诸多研究和教学奖项，部分如下：
- 于1997年获Journal of Computer Assisted Tomography颁发的Giovanni Di Chiro杰出科学研究奖。

- 于1999年获美国医学物理学家协会（AAPM）和医学物理与工程研究所（IPEM）颁发的AAPM/IPEM医学物理旅行奖（每年1人从美国到欧洲讲学2-3周）。

- 于2005年获美国大学放射学家协会（Association of University Radiologists，AUR）颁发的Herbert M. Stauffer杰出放射学基础科学论文奖。

- 于2010年获弗吉尼亚理工大学工程学院颁发的院长卓越研究奖。

- 于2012年获金水奖（英语：Barry M. Goldwater Scholarship）（Eugene Katsevich作为普林斯顿大学本科生，因在王革实验室暑期实习期间发表的一篇论文获奖）。

- 于2018年获伦斯勒理工学院颁发的工程学院杰出教授奖（每年1人）。

- 因为锥束断层扫描和基于深度学习的断层成像的开创性贡献，于2021年获IEEE生物医学工程学会（IEEE Engineering in Medicine and Biology Society，EMBS）颁发的IEEE EMBS学术生涯成就奖（每年1人）[24]。

- 因为创办第一个深度学习医学影像的研究生和本科课程，于2021年获IEEE Region 1杰出教学奖（每年1人）。

- 论文“Shan HM, Padole A, Homayounieh F, Kruger U, Khera RD, Nitiwarangkul C, Kalra MK, Wang G, Nature Machine Intelligence 1:269-276, 2019”于2021年获世界人工智能大会（World Artificial Intelligence Conference，WAIC）颁发的世界人工智能大会青年优秀论文奖。

- 因为对X射线成像及光学分子成像，及它们在生物医学应用中进行结合的贡献，于2022年获SPIE颁发的SPIE Aden & Marjorie Meinel技术成就奖（每年1人）[25]。

- 于2021年获国际神经网络学会博士学位论文奖（指导的博士生Fenglei Fan的学位论文《Advanced Neural Networks and Their Interpretation》获神经网络、机器学习及相关领域的最佳博士学位论文）。

- 因为对医学成像的开创性贡献以及对研究、开发和医疗保健的重大影响，包括他的锥束CT方法和对人工智能成像领域的领导，于2022年获Sigma Xi科学研究学会Walston Chubb创新奖。